# 藤原行正
藤原 行正（ふじわら ぎょうせい、1929年（昭和4年）2月9日 - ）は、日本の政治家。
杉並区議会議員（2期）、東京都議会議員（7期）、公明党中央執行委員、都議会公明党幹事長を歴任。
のちに、創価学会の反対派（批判者）になり、創価学会への批判活動を行っていた。
詳細は「創価学会#創価学会に対する批判」を参照。

## 来歴

### 生い立ち
旧関東州大連出身。6人兄弟の次男。戦後、熊本県天草に引揚げのあと1948年（昭和23年）上京。
1949年（昭和24年）創価学会に入会し、当時会長だった戸田城聖と知り合う。

### 杉並区議会議員に初当選
1954年（昭和29年）、創価学会男子部第7部隊長の任命を受ける。
1955年（昭和30年）4月、学会の政界進出第1弾となった第3回統一地方選挙では、東京都杉並区議会議員選挙に無所属（学会推薦）で立候補し、初当選。

### 東京都議会議員に当選
1963年（昭和38年）4月に東京都議会議員に初当選。以後、1989年（平成元年）6月まで7期26年間、都議会議員を務め上げる。
1969年（昭和44年）創価学会と公明党が、創価学会を批判する本の出版・流通を妨害したとされる「言論出版妨害事件」に、公明党の中央幹部会員として事件に関わる。
この間、1970年（昭和45年）6月に公明党中央執行委員、1973年（昭和48年）には都議会公明党幹事長に就任する。
1984年（昭和59年）に、藍綬褒章を受章。これと自らの議員生活30周年記念を兼ねて高輪プリンスホテル（当時）でパーティーを開催するが、そこで池田大作に反旗を翻す決意を表明。
1985年（昭和60年）、7期目の都議会選挙に当選するが、都議会公明党幹事長の職から下ろされる。
定年を前に公明党から都議会選挙での公認を外され、創価学会批判の急先鋒となる。

### 池田大作暗殺計画
1988年（昭和63年）9月18日、東京都新宿区西新宿のヒルトン東京である暴力団幹部に会い、着手金2億5千万円と成功報酬2億5千万円で池田の殺害を依頼した。しかし、藤原が着手金を払えなかったため、10月5日、契約は頓挫し発覚した。この暗殺計画には下記サイトによると早瀬義寛による暗殺計関与疑惑を報道したようである。(以下、参考)　https://blog.goo.ne.jp/atuwarayuusi/e/d3d1c2c11a4db283195935a2873fd429

### 政界引退
1989年（平成元年）6月、区議会議員2期・都議会議員7期を務め引退。この頃より、反創価学会の活動が明確化する。その後、同時期に池田大作を批判する論文を発表して公明党、創価学会を除名された大橋敏雄と歩調を合わせるようになった。反学会活動家として活動し始めたのは藤原のほうが先だが、一部では大橋の行動に藤原が同調したという見方もされている。それから10年を経て、藤原の議員在職中長く党中央執行委員長を務めた竹入義勝も反学会に転じ、藤原、大橋と行動を共にしている。

## 役職歴
- 公明党
  - 中央執行委員
- 都議会公明党
  - 幹事長